# Azànites
Azànites (en llatí Azanites, en grec antic Ἀζανίτης) era un metge romà que va elaborar diverses fórmules mèdiques que van obtenir alguna celebritat, ja que tenien l'aprovació de Galè, Oribasi, Paule Egineta, Aeci i altres metges de l'època. Va viure probablement al segle ii, ja que Galè és el primer que el menciona.